# Big Creek (Mississipi)
Big Creek és una població dels Estats Units a l'estat de Mississipi. Segons el cens del 2000 tenia 127 habitants.

## Demografia
Segons el cens del 2000, Big Creek tenia 127 habitants, 58 habitatges, i 33 famílies. La densitat de població era de 43 habitants per km².
Dels 58 habitatges en un 20,7% hi vivien nens de menys de 18 anys, en un 51,7% hi vivien parelles casades, en un 5,2% dones solteres, i en un 41,4% no eren unitats familiars. En el 36,2% dels habitatges hi vivien persones soles el 19% de les quals corresponia a persones de 65 anys o més que vivien soles. El nombre mitjà de persones vivint en cada habitatge era de 2,19 i el nombre mitjà de persones que vivien en cada família era de 2,79.
Per edats la població es repartia de la següent manera: un 16,5% tenia menys de 18 anys, un 12,6% entre 18 i 24, un 26% entre 25 i 44, un 28,3% de 45 a 60 i un 16,5% 65 anys o més.
L'edat mediana era de 42 anys. Per cada 100 dones de 18 o més anys hi havia 96,3 homes.
La renda mediana per habitatge era de 29.583 $ i la renda mediana per família de 31.875 $. Els homes tenien una renda mediana de 30.625 $ mentre que les dones 21.250 $. La renda per capita de la població era de 12.745 $. Entorn del 15,4% de les famílies i el 20,7% de la població estaven per davall del llindar de pobresa.

## Poblacions més properes
El següent diagrama mostra les poblacions més properes.